# Karachi
Karachi (urdu: کراچي) er den største by i Pakistan og hovedstad i provinsen Sindh. Det er det finansielle og handelsmæssige midtpunkt i Pakistan. Byen ligger ved det Arabiske Hav nordvest for udmundingen af Indusfloden. Karachi metroområde har 14.910.352(2017) indbyggere, og er dermed blandt verdens 10 største metroområder.
Karachi var Pakistans hovedstad fra selvstændigheden i 1947 til 1958, hvor hovedstaden blev flyttet til Rawalpindi, som var midlertidig hovedstad, mens Islamabad blev bygget.
Karachis seværdigheder omfatter Clifton, Saddar, Tariq Road, Alladin Park og Defence.
Pakistans flåde har sin basehavn i Karachi.